# دانشگاه بین‌المللی استروگا
دانشگاه بین‌المللی استروگا (به لاتین: International University of Struga) یک دانشگاه در مقدونیه شمالی است که در استروگا واقع شده‌است.